# Kraftwerk Mělník

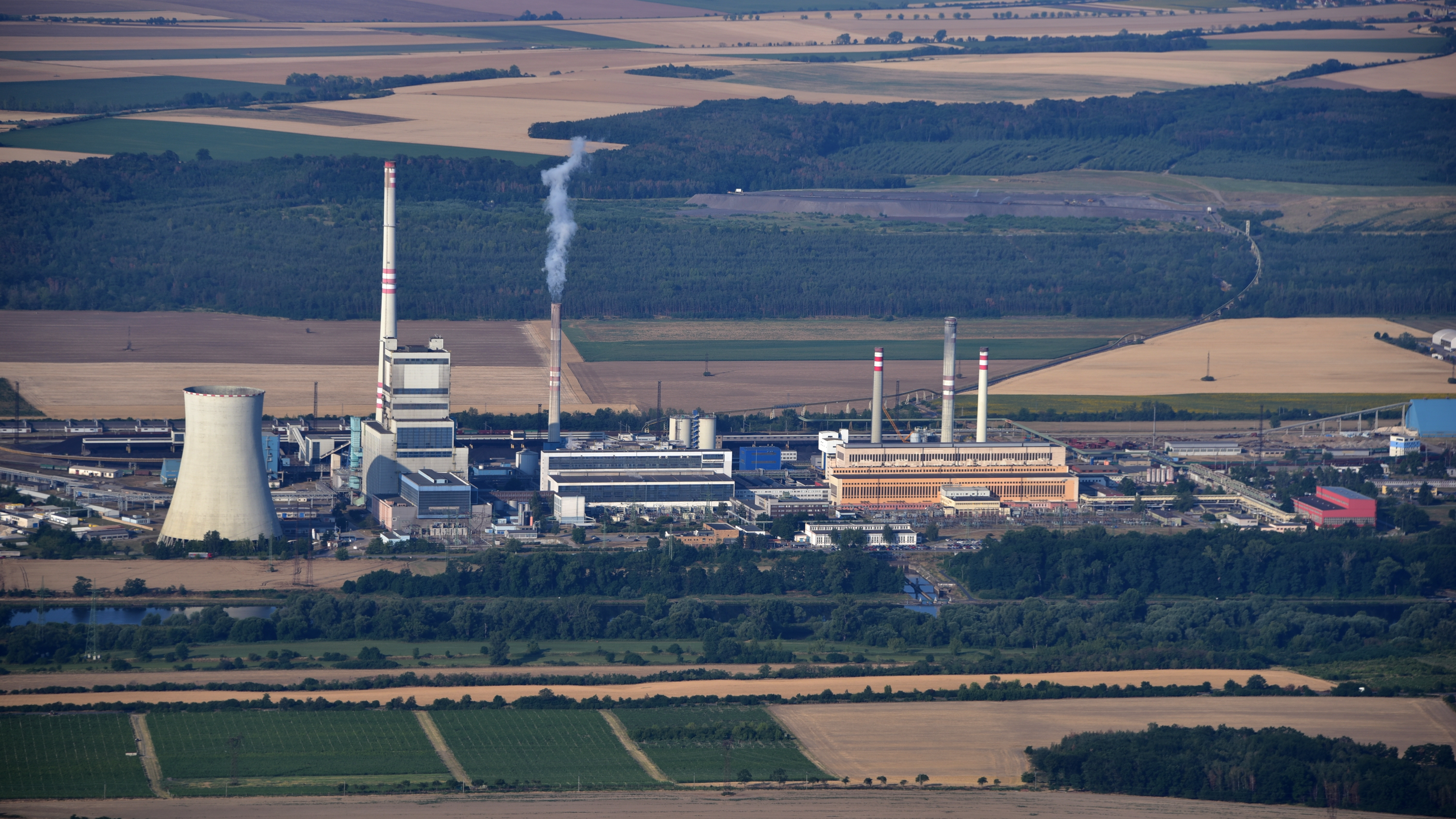
Kraftwerk Mělník, Luftaufnahme (2019)

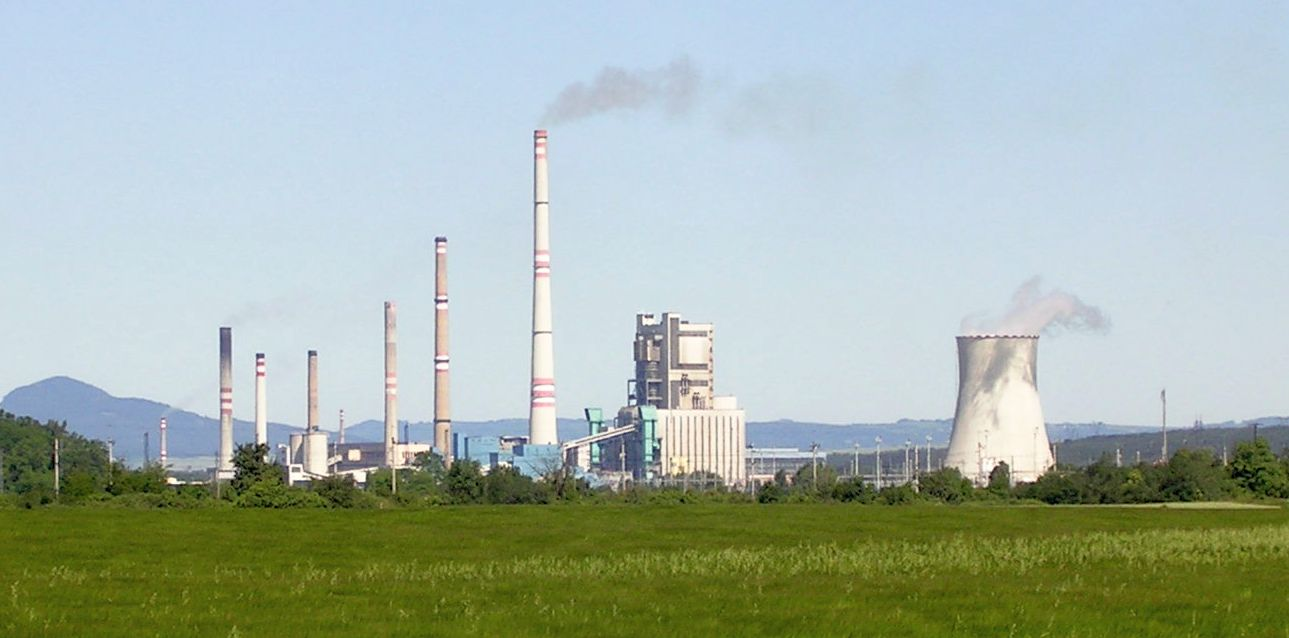
Ansicht des Kraftwerks

Das Kraftwerk Mělník (tschechisch Elektrárna Mělník, Abkürzung EME) ist ein Braunkohlekraftwerk beim Ort Horní Počaply an der Elbe etwa 10 km nordwestlich von Mělník, Středočeský kraj, Tschechien.
Der Betreiber von Mělník I ist Energotrans, der Betreiber von Mělník II und III die ČEZ. Das Kraftwerk Mělník ist das am nächsten bei der Hauptstadt Prag gelegene Kohlekraftwerk. Es liegt ungefähr 13 Kilometer unterhalb des Zusammenflusses von Elbe und Moldau.

## Geschichte
Früher bestand das Kraftwerk aus drei Einheiten (EME I, EME II und EME III), die in mehreren Phasen zwischen dem Ende der 60er-Jahre und dem Anfang der 80er-Jahre gebaut wurden, als Kraftwerke errichtet wurden, die Braunkohle aus den Tagebauen in Nord- und Westböhmen verbrannten. Im Oktober 1993 wurde EME I von der ČEZ losgelöst und wurde von der Melnik-Praha joint stock company betrieben, die heute den Namen Energotrans, a.s. trägt.

## Kraftwerk Mělník I
Energotrans investierte 1,45 Milliarden Tschechische Kronen in die Entschwefelung des Kraftwerks Mělník I. Die ergänzenden Kosten für das Projekt lagen bei 300 Millionen Tschechischen Kronen. Der Lieferant für das Projekt war Asea Brown Boveri. Über 70 % des Projekts wurden von tschechischen Firmen aus der ABB-Gruppe und ihren inländischen Subunternehmern erledigt. Der Gips als Nebenprodukt der Stromerzeugung wird von Baumaterialherstellern abgenommen. Mělník I hat eine elektrische Leistung von 6 × 55 MW und eine thermische Leistung von 6 × 163 MW. Mělník I ging 1961 in Betrieb und wird bis mindestens 20 Jahre nach der Modernisierung in Betrieb bleiben.

## Kraftwerk Mělník II
Die ersten vier Blöcke des Kraftwerks Mělník II, dessen Kamin 270 Meter hoch ist, wurden im November 1971 in Betrieb genommen. Im Zeitraum von 1971 bis 1976 wurden die wichtigsten Geräte schrittweise optimiert. In den folgenden Jahren wurde die Anlagentechnik modernisiert.
Es wurde ein Beschluss verabschiedet, dass nur zwei Blöcke weiterbetrieben werden sollen, um das neue Umweltschutzgesetz vom 1. Januar 1999 zu erfüllen. Zwischen 1994 und 1996 wurden die beiden in Betrieb gelassenen Blöcke vollständig rekonstruiert. Es wurden neue Anlagen installiert, um zukünftig Wärme entnehmen zu können. Außerdem wurde ein neues Westinghouse WPDF II I & C-System installiert. Die Kessel wurden rekonstruiert, um die NOx-Emissionen zu verringern. Entschwefelungsanlagen wurden in der zweiten Hälfte des Jahres 1998 in Betrieb genommen. Die beiden anderen Blöcke, die nicht rekonstruiert wurden, wurden am 31. Dezember 1998 abgeschaltet. Seit 2000 wird Fernwärme aus Mělník II in das lokale Fernwärmenetz eingespeist. Damit werden die Stadt Mělník, das Dorf Horní Počáply und Dolní Beřkovice versorgt. Die Leistung des Kraftwerks Mělník II liegt bei 110 MW pro Block.

## Kraftwerk Mělník III
Das Kraftwerk Mělník III mit einer Leistung von 500 MW nahm 1981 den Betrieb auf. Dieser Block ist der größte kohlebefeuerte Block in Tschechien. Mit dem Block wurde erstmals eine neue Zusammensetzung der Kontrolltechnologie in Betrieb genommen. Durch seine fortschrittliche Technologie wurde der Block zu einem der wirtschaftlichsten Kohleblöcke. Im Laufe der Zeit wurden große Modernisierungen und Umbauten durchgeführt. 1981 und 1982 wurde eine Reihe von Messungen und Tests durchgeführt. Zu Beginn des Betriebs von Mělník III mussten Lösungen für die grundlegenden Probleme im Bereich Kostenmanagement gefunden werden. Wie bei Mělník II mussten Lösungen zur Verbrennung von Kohle mit niedriger Qualität gefunden werden. Trotz dieser Bemühungen erreichte die Anlage nur eine maximale Leistung von 470 MW. Die Investitionen von 1994 bis 1998 konzentrierten sich auf die Verlängerung der Betriebsdauer um mindestens weitere 20 Jahre. Ein Hochdruckteil der Turbine wurde rekonstruiert, sodass die Anlage die ursprüngliche Leistung von 500 MW erreichte. Im Rahmen der Generalüberholung wurden primäre Maßnahmen zur Verringerung des NOx-Ausstoßes ergriffen. Ende 1998 wurden ähnlich wie in Mělník II Entschwefelungsanlagen mit einem Wirkungsgrad von 95 % in Betrieb genommen. Der Gips aus dem Kraftwerk wird als Nebenprodukt der Stromerzeugung in einem nahegelegenen Gipskartonwerk zu Gipsplatten verarbeitet. Auch Flugasche und Schlacke werden in der Bauindustrie verwendet. 2002 erhielt das Kraftwerk ein Zertifikat über das Environmental Management System.

## Fernwärme

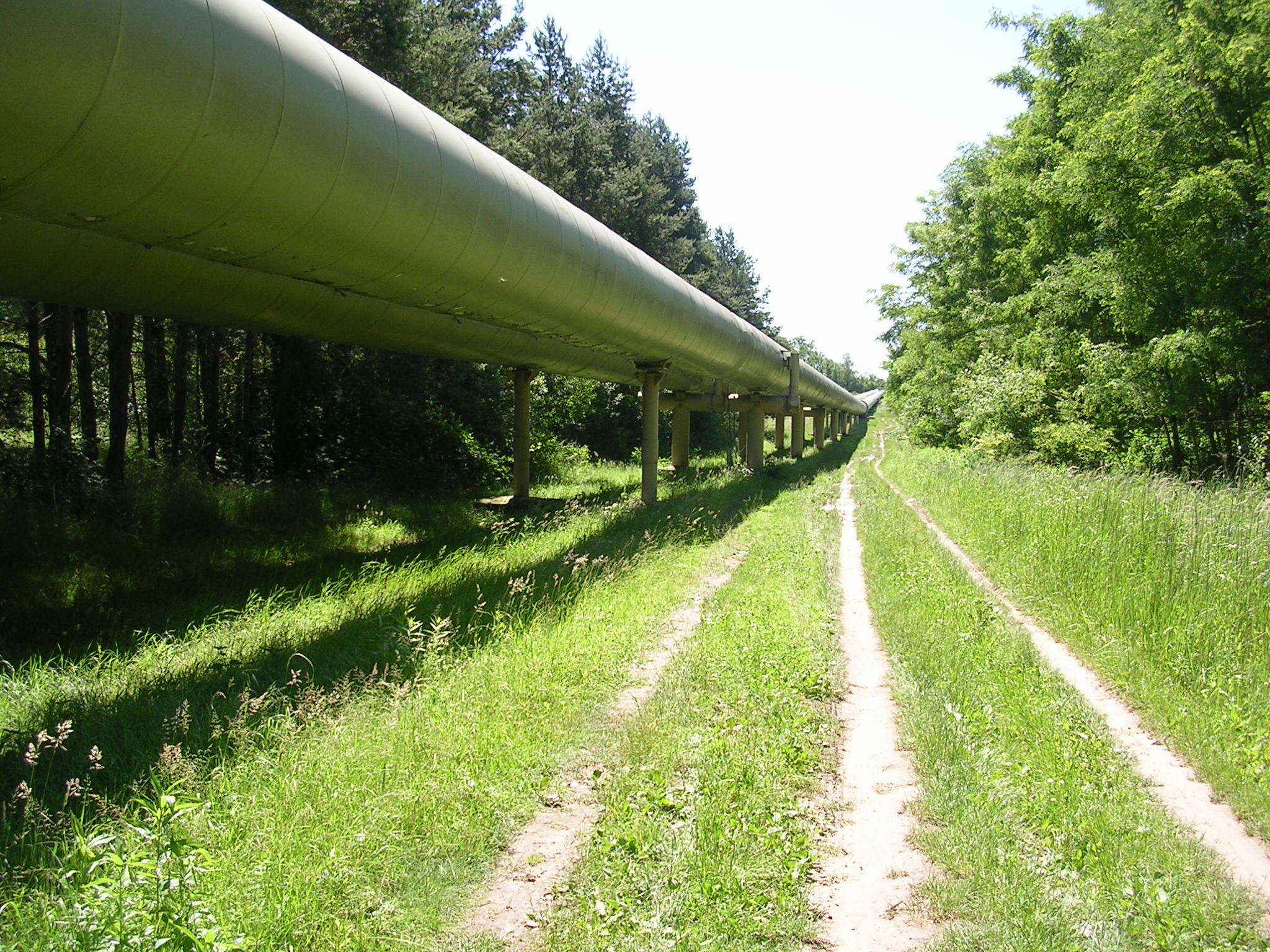
Fernwärmeleitung vom Kraftwerk Mělník nach Prag

Neben der Erzeugung von elektrischer Energie liefert das Kraftwerk Mělník auch Fernwärme. Strom und Fernwärme werden in einem gemeinsamen, kombinierten Zyklus produziert. Dies führt zu einer besseren Brennstoffausnutzung und somit zu Energieeinsparungen. Die Fernwärme wird durch eine Pipeline in die Stadt Mělník, die Gemeinde Horní Počaply, an andere Verbraucher in der Region und in der Nähe des Kraftwerks sowie durch eine 32 Kilometer lange Strecke in das Heizwerk Prag-Třeboradice 50° 9′ 52,8″ N, 14° 30′ 54,1″ O geleitet. Die Turbinen könnten eine gesamte Wärmeleistung von 340 MW haben, von der aber nur 80 MW genutzt werden.